# 올긴

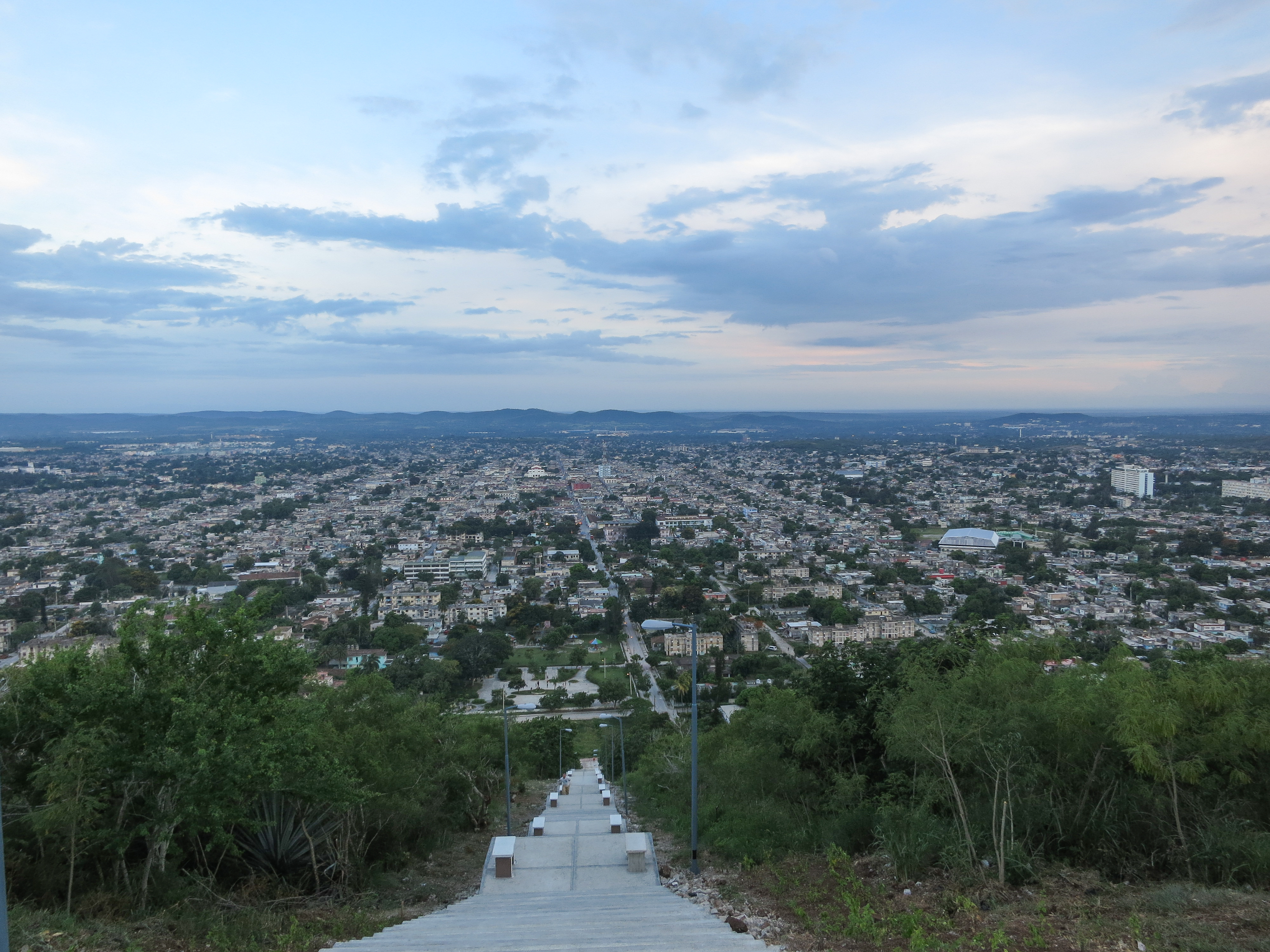
올긴

올긴(스페인어: Holguín)은 쿠바의 도시로 올긴 주의 주도이며 면적은 655.9km2, 높이는 5m, 인구는 346,191명(2011년 기준), 인구 밀도는 528명/km2이다.